# Красное кольцо
Красное кольцо — стационарная кольцевая гоночная трасса (автодром) для проведения соревнований по автомобильным кольцевым гонкам. Спроектирована и построена в соответствии с требованиями FIA (Международная автомобильная федерация). Расположена в Емельяновском районе Красноярского края на 801 км автомобильной трассы Р255 (бывшая М53) «Байкал» в 10 км от Красноярска. Является ключевой трассой Российского дрифта.

## Характеристики трассы
- Длина трассы — 2160 м
- Минимальная ширина — 12 м
- Максимальная ширина — 16 м
- Покрытие — асфальт
- Направление движения — по часовой стрелке, против часовой стрелки
- Количество поворотов — 13

## История
13 апреля 2007 в присутствии представителей Администрации Красноярского края и Емельяновского района было заложено строительство трассы.
30 июня 2007 на трассе прошли соревнования по драг-рейсингу «Дрэг-Битва 2007». Также летом прошли первые соревнования среди автолюбителей, по time attack, победителем которых стал Аркадий Цареградцев на Mazda RX-7.
12-14 июля 2009 на большом кольце прошел этап Чемпионата и Кубка России по кольцевым гонкам серии RTCC. В одном заезде были объединены все зачётные группы турнира. В соревнованиях приняли участие 13 экипажей.

## Спортивные мероприятия
- 14.06.2009 1-й этап RTCC Российская туринговая гоночная серия
- 01.08.2010 3-й этап RTCC Российская туринговая гоночная серия
- 08.08.2010 4-й этап RTCC Российская туринговая гоночная серия
- Регулярное проведение этапов RDS и RDS-Сибирь